# Johnny Jam & Delgado
Johnny Jam & Delgado er en dansk producer-duo bestående af Johnny "Johnny Jam" Pedersen og Karsten "Delgado" Dahlgaard. De var aktive fra midten af 90'erne til begyndelsen af 00'erne, og producerede hovedsageligt inden for eurodance- og pop-genren. De har bl.a. produceret for Aqua, Mirah, Freya, Daze, Hit'n'Hide, Ace of Base, og Aaron Carter. Deres største succes blev Aqua's debutalbum, Aquarium, som solgte 14 mio. eksemplarer på verdensplan.
I 1994 åbnede Karsten Dahlgaard pladeselskabet Smash Records som en underafdeling af CMC.

## Udvalgt diskografi
- Mirah – Mirah (1994)
- Marian – Marian (1996)
- Fortyfive Degrees – One in a Million (1997)
- Aqua – Aquarium (1997)
- Daze – Super Heroes (1997)
- Hit'n'Hide – On a Ride (1998)
- Ace of Base – Flowers (1998)
- Freya – Tea with the Queen (1999)
- Adam Rickitt – Good Times (1999)
- Kathie Lee – Heart of a Woman (2000)
- Mandy Moore – I Wanna Be with You (2000)
- Jon Secada – Better Part of Me
- Mirah – Mirah (2000)
- Sandy & Junior – Internacional (2002)
- Amalie – I mine sko (2010)